# La Cường
La Cường (tiếng Trung giản thể: 罗强, bính âm Hán ngữ: Luō Qiáng, sinh tháng 5 năm 1970, người Miêu) là chính trị gia nước Cộng hòa Nhân dân Trung Hoa. Ông là Ủy viên dự khuyết Ủy ban Trung ương Đảng Cộng sản Trung Quốc khóa XX, hiện là Bí thư Châu ủy Kiềm Đông Nam, Quý Châu.
La Cường là đảng viên Đảng Cộng sản Trung Quốc, học vị Cử nhân Địa kỹ thuật, Tiến sĩ Kỹ thuật, Cao cấp công trình sư. Ông có nhiều kinh nghiệm trong lĩnh vực kỹ thuật giao thông, hơn 30 năm sự nghiệp đều hoạt động ở quê nhà Quý Châu.

## Xuất thân và giáo dục
La Cường sinh vào tháng 5 năm 1970 trong một gia đình người H'Mông tại huyện Tư Nam thuộc địa cấp thị Đồng Nhân, tỉnh Quý Châu, Cộng hòa Nhân dân Trung Hoa. Ông lớn lên và tốt nghiệp cao trung ở Tư Nam, thi cao khảo vào năm 1988 và đỗ Đại học Đồng Tế, tới Thượng Hải nhập học hệ công trình và kiến trúc ngầm từ tháng 9 cùng năm, tốt nghiệp cử nhân chuyên ngành địa kỹ thuật vào tháng 7 năm 1992. Vào tháng 3 năm 2000, ông bắt đầu tham gia chương trình nghiên cứu sinh tại chức về công trình đường sắt và đường giao thông của Đại học Khoa học Công nghệ Trường Sa, nhận bằng Thạc sĩ Kỹ thuật vào tháng 6 năm 2004. Sau đó 2 năm từ tháng 9 năm 2006, ông là nghiên cứu sinh sau đại học ở Trường Thiết kế dân dụng của Đại học Trung Nam, trở thành Tiến sĩ Kỹ thuật vào tháng 11 năm 2010. La Cường được kết nạp Đảng Cộng sản Trung Quốc vào tháng 6 năm 1998.

## Sự nghiệp
Tháng 7 năm 1992, sau khi tốt nghiệp Đại học Đồng Tế, La Cường trở về Quý Châu, được nhận vào làm ở Viện nghiên cứu Khảo sát, Thiết kế và Quy hoạch giao thông tỉnh, bắt đầu ở vị trí công nhân của Đội Khảo sát Thiết kế số 2. Trong giai đoạn này, ông là trợ lý công trình sư từ tháng 10 năm 1993, đến cuối năm 1997 thì được chuyển tới Công ty Giám sát Lục Thông của viện, là công trình sư từ tháng 12 năm này. Sang tháng 7 năm 1999, ông là Trưởng phòng Khảo sát và Thiết kế địa chất, chuyển chức là Trưởng phòng Khảo sát địa chất từ tháng 12, kiêm Giám đốc Công ty trách nhiệm hữu hạn Công trình giao thông ngầm, một xí nghiệp nhà nước của viện. Tháng 12 năm 2001, ông được bổ nhiệm làm Phó Viện trưởng, đồng thời được phong chức danh Cao cấp công trình sư. Sau đó 3 năm, ông chuyển sang Sảnh Giao thông Quý Châu, nhậm chức Trưởng phòng Quản lý xây dựng cơ bản, giữ vị trí này 5 năm. Cuối năm 2009, sảnh được chuyển đổi thành Sảnh Giao thông Vận tải, ông chuyển sang cơ quan này, là Tổng công trình sư, Ủy viên Đảng ủy sảnh. Trong giai đoạn này, ông từng được điều lên Bộ Giao thông Vận tải, giữ chức Phó Ty trưởng Ty Khoa học Kỹ thuật từ tháng 3 năm 2011 đến tháng 1 năm 2012. Vào tháng 6 năm 2012, ông được bổ nhiệm làm Phó Sảnh trưởng Sảnh Giao thông Vận tải Quý Châu, sau đó 4 năm vào tháng 11 năm 2016 thì chuyển chức làm Phó Tổng thư ký, Thành viên Đảng tổ Sảnh Văn phòng Chính phủ Nhân dân tỉnh.
Tháng 12 năm 2017, La Cường được điều về châu tự trị dân tộc Miêu và dân tộc Động Kiềm Đông Nam, chỉ định vảo Ủy ban Thường vụ Châu ủy, nhậm chức Phó Bí thư Châu ủy, đồng thời được bầu làm Châu trưởng. Đầu năm 2018, ông ứng cử và trúng cử là đại biểu của Đại hội Đại biểu Nhân dân toàn quốc khóa XIII từ Quý Châu, nhiệm kỳ 2018–23. Giữ cương vị này 4 năm cho đến ngày 15 tháng 8 năm 2021, ông được thăng chức làm Bí thư Châu ủy Kiềm Đông Nam, Bí thư thứ Nhất Đảng ủy Phân Quân khu Kiềm Đông Nam. Cuối năm 2022, ông tham dự Đại hội Đảng Cộng sản Trung Quốc lần thứ XX từ đoàn đại biểu Quý Châu. Trong quá trình bầu cử tại đại hội, ông được bầu là Ủy viên dự khuyết Ủy ban Trung ương Đảng Cộng sản Trung Quốc khóa XX.